# Armoriale dei comuni della provincia di Brindisi
Questa pagina contiene le armi (stemmi e blasonature) dei comuni della provincia di Brindisi.
| Stemma | Comune e blasonatura | Gonfalone |
| ------ | --- | --------- |
|        | Brindisi Di rosso al massacro di cervo d'oro; ramifero d'argento sormontato da due colonne dello stesso, con basi, capitelli e corona all'antica d'oro. Lo scudo è sormontato dalla corona di città, fregiato dalle insegne della croce di guerra, araldicamente disposte. Gonfalone: drappo di colore azzurro, riccamente ornato di ricami d'argento e coronato dallo stemma del Comune con l'iscrizione centrata in argento "Comune di Brindisi". R.D. del 14 agosto 1924 |           |
|        | Carovigno Un delfino cavalcato da un amorino che suona la cetra. Decreto del 9 febbraio 1935 Gonfalone: drappo di porpora, riccamente ornato di ricami d'argento… |           |
|        | Ceglie Messapica D'azzurro, alla torre aperta d'oro, con sopra tre merli, coronata all'antica dello stesso. Decreto del presidente della Repubblica del 6 marzo 1953 Gonfalone: Drappo di giallo… D.P.R. del 24 marzo 1981 |           |
|        | Cellino San Marco D'argento, all'olivo al naturale, accostato in basso dalle lettere C L di nero. Lo scudo è fregiato da un ramo di olivo e uno di alloro. D.C.G. del 10 agosto 1929 Gonfalone: Drappo di azzurro… R.D. del 22 febbraio 1934 |           |
|        | Cisternino Inquartato in croce di S. Andrea di rosso e d'oro, al pastorale d'argento sul tutto, posto in palo ed accostato da due rose di rosso sull'oro. D.C.G. del 2 giugno 1929 Gonfalone: Drappo di colore azzurro riccamente ornato di ricami d'argento e caricato dello stemma comunale con l'iscrizione centrata in argento: Comune di Cisternino. Le parti di metallo ed i cordoni saranno argentati. L'asta verticale sarà ricoperta di velluto azzurro con bullette argentate poste a spirale. Nella freccia sarà rappresentato lo stemma del Comune e sul gambo inciso il nome. Cravatta e nastri tricolori dai colori nazionali frangiati d'argento. |           |
|        | Erchie Una fascia superiore orizzontale di colore rosso e da due campi verticali divisi a mezzo. Nella parte sinistra è rappresentato Ercole che abbraccia due pezzi di una colonna spezzata e in quella destra un calice chiuso da una teca recante due occhi umani. I campi suddetti sono di colore celeste. Gonfalone: drappo di bianco… |           |
|        | Fasano Scudo di forma sannitica, sovrapposto a Croce di Malta bianca, d'azzurro al colombaccio (o faso) al naturale collarinato con stella d'oro sul capo sovrastante tre colli. Decreto del 2 gennaio 1936 Gonfalone: Drappo di colore azzurro… |           |
|        | Francavilla Fontana D'argento, all'albero di ulivo con la chioma verde e con il tronco al naturale, nodrito a metà altezza nella campagna di verde, attraversante, la campagna caricata dalle lettere maiuscole F e V, una a sinistra, l'altra a destra, di nero. Ornamenti esteriori da Città. Gonfalone: drappo di verde… |           |
|        | Latiano D'argento, al rincontro di toro, di nero, allumato di rosso, cornato d'oro, accompagnato da tre stelle di cinque raggi, di azzurro, poste una in capo, due nei cantoni della punta. Ornamenti esteriori da Comune D.P.R. 21 marzo 1997, Registrato nei registri dell'Ufficio Araldico Addì 9 maggio 1997 Reg. anno 1997 Pag. n. 40, Trascritto nel Registro Araldico Dell'Archivio Centrale dello Stato Addì 11 aprile 1997 Gonfalone: Drappo d'azzurro, riccamente ornato da ricami d'oro e caricato dallo stemma sopra descritto con la iscrizione centrata in argento recante la denominazione del Comune. Le parti di metallo ed i cordoni saranno dorati. L'asta verticale sarà ricoperta di velluto azzurro con bullette dorate poste a spirale. Nella freccia sarà rappresentato lo stemma del Comune e sul gambo inciso il nome. Cravatta con nastri tricolorati dai colori nazionali frangiati d'oro. |           |
|        | Mesagne D'azzurro, all'albero di palma naturale, terrazzato di verde ed accostato ai due lati da due piante di grano, con le spighe spiegate all'esterno, pure al naturale. Lo scudo è fregiato della corona di città. Decreto del 17 novembre 1927 Gonfalone: drappo di bianco… R.D. del 12 agosto 1927 e RR.LL.PP. del 17 novembre 1927 |           |
|        | Oria Campo di cielo, al castello di tre torri, sopra montagna, sostenuto da due leoni, affrontati e controrampanti. Il tutto al naturale, i leoni coronati di oro, al serpe nero, uscente dalla torre centrale e ondeggiante in banda e rivoltato in atto di difendersi da una cicogna in volo, al naturale. Gonfalone: drappo partito di giallo e di azzurro, riccamente ornato di ricami di argento e caricato dello stemma comunale con l'iscrizione centrata in argento "Comune di Oria". Le parti di metallo ed i cordoni sono argentati. L'asta verticale è ricoperta di velluto dai colori giallo e azzurro con bullette argentate poste a spirale. Nella freccia è rappresentato lo stemma del Comune e sul gambo è inciso il nome. Cravatta e nastro sono tricolori, nei colori nazionali, e sono frangiati di argento. |           |
|        | Ostuni D'azzurro, a tre monticelli d'oro, sostenenti tre torri dello stesso colore, finestrate di nero, la media più alta, circondato da due rami di quercia e d'alloro annodati da un nastro dai colori nazionali, sormontato dalla corona turrita. R.D. del 9 dicembre 1937 Gonfalone: drappo partito di azzurro e giallo riccamente ornato di ricami d'argento. Le parti di metallo e i nastri saranno argentati. L'asta verticale sarà ricoperta di velluto azzurro con bullette argentate poste a spirale. Nella freccia sarà rappresentato lo stemma della città e sul gambo inciso il nome. Cravatta e nastri tricolorati dei colori nazionali e fregiati di argento. |           |
|        | San Donaci scudo centrale raffigurante una palma con ai piedi ramoscelli di grano e di vigna lo stesso è sormontato da una corona merlata. Nella parte sottostante è cinto da due ramoscelli d'ulivo tenuti tra loro da un fiocco di stoffa. Sulla parte superiore della corona è riportata la scritta COMUNE DI SAN DONACI. Gonfalone: drappo di azzurro… |           |
|        | San Michele Salentino presenta sulla sommità dello scudo una stella a cinque punte, più in basso una fascia a scacchi e alla base un delfino. D.R. del 13 marzo 1930 Gonfalone: drappo di azzurro… |           |
|        | San Pancrazio Salentino sfondo bianco con bordo dorato, all'interno del quale è riportata un'aquila spiegata, avente nel becco una spiga di grano dorato. Lo scudo è attorniato, nella parte inferiore, da due rami dorati, uno d'ulivo e l'altro d'alloro, legati alla base da un nastro dorato, mentre nella parte superiore è impressa una corona smerlata, dorata e bordata di rosso. Gonfalone: Drappo di rosso rettangolare… |           |
|        | San Pietro Vernotico Decreto dell'11 gennaio 1932 Gonfalone: drappo di azzurro… |           |
|        | San Vito dei Normanni D'azzurro, al cane d'argento, tenente in bocca un ramo di olivo, passante innanzi ad una torre merlata di argento, terrazzata di verde, aperta, finestrata di nero. Ornamenti esterni da Città. Gonfalone: Drappo rettangolare di stoffa di colore rosso terminato nella parte inferiore a tre bandoni a forma di vajo irregolare, il centrale più lungo, riccamente ornato con ricami d'oro e caricato dello stemma sopradescritto, sormontato dalla iscrizione in oro "CITTÀ DI SAN VITO DEI NORMANNI". La stoffa sarà inchiodata per il lato corto superiore ad un'asta orizzontale con pomi artisticamente dorati alle due estremità e sospesa mediante lacci dello stesso, con fiocchi simili pendenti dai due lati del gonfalone ad un'asta verticale ricoperta di velluto rosso con bullette di metallo dorato a spirale e cimata da una freccia con gambo dello stesso, con lo stemma del Comune. Sul gambo della freccia sarà inciso il nome del Comune stesso. Cravatta e nastri tricolori dai colori nazionali, frangiati d'oro. |           |
|        | Torchiarolo D'oro, al turco di carnagione, in piedi sulla pianura di verde, con il fez di nero, il giubbetto di rosso, i pantaloni di verde, incatenato alla torre di rosso, dimezzata, uscente dal fianco destro, chiusa e mattonata di nero, merlata alla guelfa, fondata sulla pianura, con la catena di nero, posta in banda e fissata alla caviglia destra. Ornamenti esteriori da Comune. Decreto n. 4059 del 19 luglio 1986 trascritto nei registri araldici dell'Archivio centrale dello Stato in data 12 gennaio 1987 Gonfalone: drappo partito di giallo e di rosso… |           |
|        | Torre Santa Susanna D'azzurro, alla torre d'oro, a due ripiani merlati, aperta e finestrata nel primo ripiano e finestrata nel secondo; sulla campagna al naturale. D.C.G. del 21 gennaio 1943 Gonfalone: drappo di colore giallo caricato dell'arma come descritta nello stemma civico e ornato di ricchi fregi d'argento. D.P.R. dell'8 novembre 1991 |           |
|        | Villa Castelli D'azzurro, al castello torricellato di due e merlato, d'argento, murato, aperto e finestrato, di nero, posto a sinistra dello scudo e terrazzato di verde, addestrato da un albero di olivo, al naturale. R.D. del 6 settembre 1928 Gonfalone: drappo di colore azzurro riccamente ornato di ricami d`argento e caricato dello stemma del comune con l'iscrizione centrata in argento "COMUNE DI VILLA CASTELLI". R.D. del 20 novembre 1930 |           |